# Alain Le Hetet
Alain Le Hetet, né le 19 décembre 1964 à Nantes et mort le 27 août 2001 à Pondaurat, est un karatéka français, champion du monde kumite (individuel).

## Carrière
Il est médaillé d'or en open aux Championnats d'Europe de karaté 1993.
En 1994, lors des Championnats du monde de karaté, il remporte deux titres en poids lourds et par équipes en Malaisie.
Il met un terme à sa carrière en 1998 à la suite d'une fracture de la cheville puis avait intégré le comité directeur de la Fédération française de karaté tout en étant entraîneur national. Il décède à la suite d'un accident de la route survenu à Pondaurat résultant d'une collision en chaîne entre quatre véhicules sur l'autoroute.
En parallèle à sa carrière sportive, il exerçait le métier de sapeur-pompier dans le district de Montpellier en tant qu'officier.